# 斯特凡大公村鄉 (尼亞姆茨縣)
46°59′16″N 26°32′39″E / 46.9877°N 26.5443°E
斯特凡大公村鄉（羅馬尼亞語：Comuna Ștefan cel Mare, Neamț），是羅馬尼亞的鄉份，位於該國東北部，由尼亞姆茨縣負責管轄，面積53平方公里，海拔高度380米，2007年人口3,282，人口密度每平方公里62人。